# Berikon
Berikon est une commune suisse du canton d'Argovie, située dans le district de Bremgarten.

Vue aérienne (1966).